# 운전평야
운전평야(雲田平野)는 평안북도 운전군에 위치한 평야이다. 운전군의 남쪽에 위치해 있다.